# 聖多明戈斯

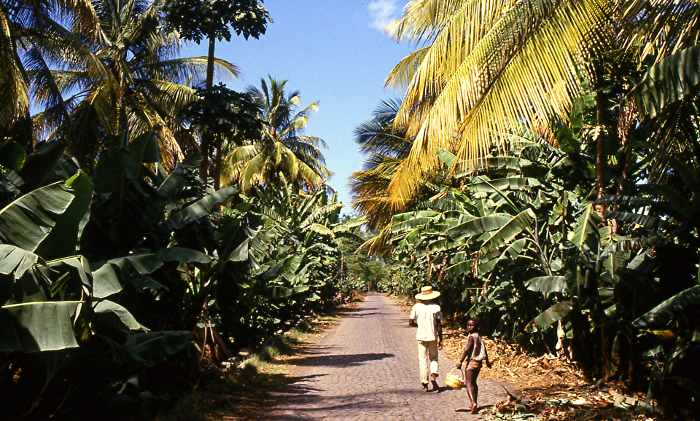

聖多明戈斯（葡萄牙語：São Domingos）是佛得角的城市，也是聖多明戈斯縣的首府，位於聖地牙哥島東南部，距離首都培亞16公里，市內有學校、教堂和郵政局，2012年人口2,572。

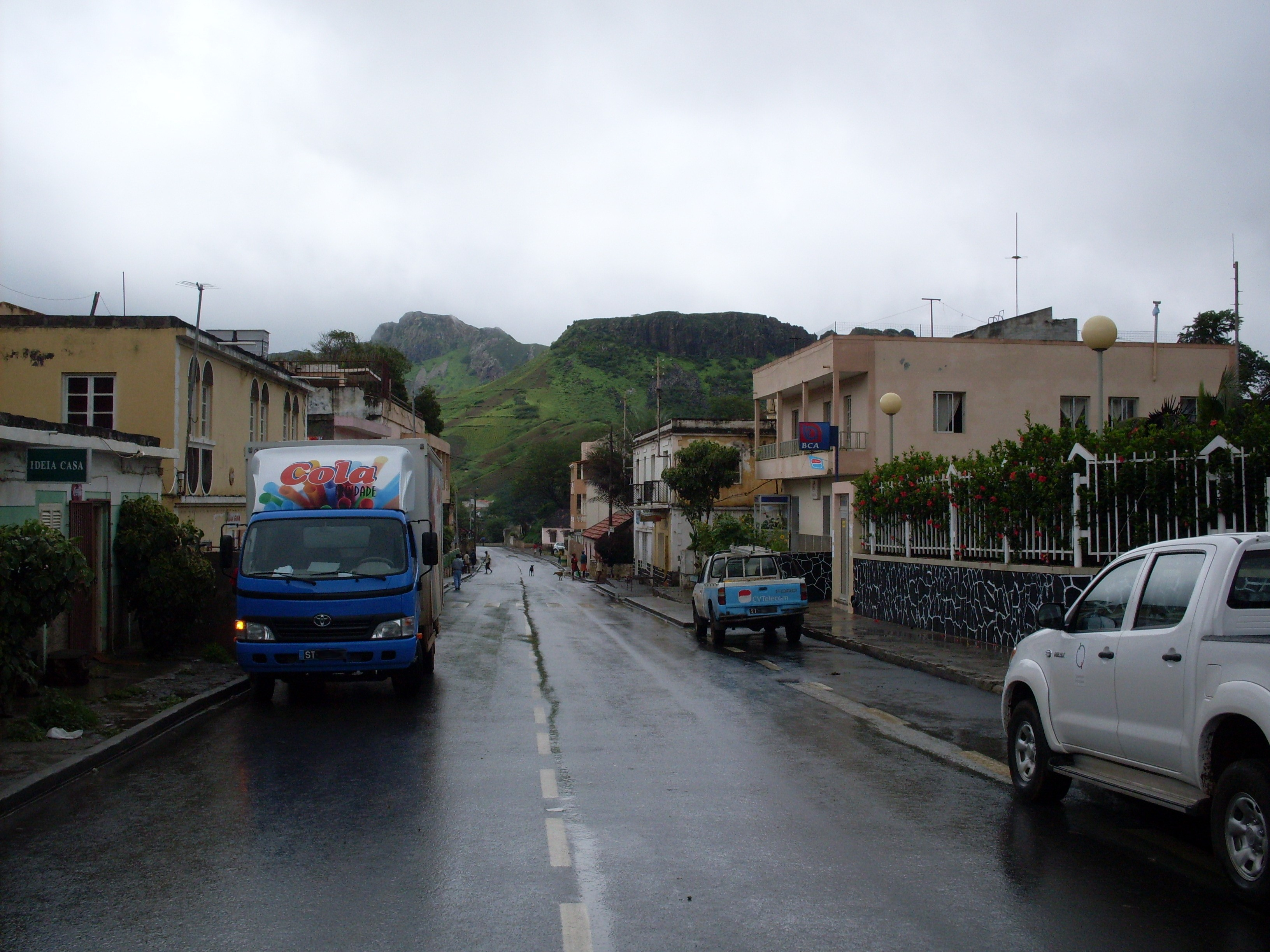